# Bong Ug-won
Bong Ug-won (kor. 봉창원; ur. 19 lutego 1938 w Seulu) – południowokoreański zapaśnik walczący w stylu wolnym. Olimpijczyk z Rzymu 1960, gdzie zajął czwarte miejsce w kategorii do 67 kg.
Brązowy medalista igrzysk azjatyckich w 1958 i szósty w 1962 roku.

## Letnie Igrzyska Olimpijskie 1960
| Konkurencja      | Rundy eliminacyjne   | Rundy eliminacyjne | Rundy eliminacyjne  | Rundy eliminacyjne   | Rundy eliminacyjne        | Rundy eliminacyjne   | Klas. końcowa |
| Konkurencja      | Przeciwnik I         | Przeciwnik II      | Przeciwnik III      | Przeciwnik IV        | Przeciwnik V              | Przeciwnik VI        | Miejsce       |
| ---------------- | -------------------- | ------------------ | ------------------- | -------------------- | ------------------------- | -------------------- | ------------- |
| 67 kg styl wolny | Rafael Durán (VEN) Z | Tony Ries (ZPA) Z  | Mario Tovar (MEX) Z | Ray Lougheed (CAN) Z | Martti Peltoniemi (FIN) Z | Enju Wyłczew (BGR) P | 4.            |